# Орбелиани, Илья Дмитриевич
Князь Илико Зура́бович Джамбакуриан-Орбелиа́ни, на русский лад Илья́ Дми́триевич Орбелиани (груз. ილია დიმიტრის (ზურაბის) ძე ორბელიანი; 1818—1853) — генерал-майор (01.10.1852) русской императорской армии. Происходил из грузинского княжеского рода Орбелиани. Герой покорения Кавказа и Крымской войны (тяжело ранен в Башкадыкларском сражении). Младший брат Г. Д. Орбелиани.

## Биография
Родился в 1815 году в семье князя Дмитрия Николаевича Орбелиани (1766—1827), начальника тифлисской таможни.
Окончил курс в Тифлисской гимназии и в 1832 году начал службу юнкером в Грузинском гренадерском полку. В 1836 году был произведён в офицеры и в 1841 году назначен адъютантом к генерал-лейтенанту К. К. Фези. Посланный им в начале 1842 года с особым поручением в Самурский округ, Орбелиани был захвачен Шамилем в плен, в котором пробыл 7 месяцев.
По возвращении из плена Орбелиани продолжал участвовать почти во всех экспедициях в Дагестан и Чечню. Так, 1844 год он провёл в постоянных походах с А. И. Нейдгардтом, В. И. Гурко и А. Н. Лидерсом. В 1845 году принял участие в Даргинской экспедиции князя М. С. Воронцова и, командуя при штурме Анди грузинской дружиной, получил 7 июля того же года орден Святого Георгия 4-й степени (№ 7374 по кавалерскому списку Григоровича — Степанова).
В 1846 году Орбелиани был послан в Елизаветполь для уничтожения «разбойничьих горских шаек». Затем вместе со Н. П. Слепцовым он участвует в заложении Сунженской линии. В Дагестанском отряде Орбелиани командует кавалерией, под Салтами — пехотным батальоном, а под Чохом работает в траншеях и по взятии его посылается к императору Николаю I курьером для подробного доклада о ходе осадных работ и вообще о военных действиях Дагестанского отряда.
В 1851 году Орбелиани получает в командование Грузинский гренадерский полк. 1 октября 1852 года он произведён в генерал-майоры. В 1853 году, с началом Крымской войны, Орбелиани принимает участие в сражениях на Кавказском направлении. Он был отправлен с передовым отрядом к Баяндуру, чтобы получить более точные сведения о расположении турок, наступавших на Александрополь. У Баяндура Орбелиани неожиданно наталкивается на превосходящие силы противника и выдерживает с ними упорный бой. Получив после Баяндурского сражения кратковременный отпуск, по случаю рождения двух сыновей-близнецов, он в дороге узнал о выступлении войск к Башкадыклару и вернулся к ним, чтобы принять участие в предстоявшем сражении.
19 ноября 1853 года под Башкадыкларом Орбелиани с его гренадерами было поручено атаковать главную турецкую батарею. Он повёл их верхом на сером коне и атаковал батарею с фронта. В самом начале атаки пуля пробила ему руку, но он, не обращая внимания на рану, повернулся в седле и крикнул: «Молодцами идти, гренадеры!» В это время другая пуля пробила ему лопатку и остановилась в груди. Его отвезли в Александрополь, где он и умер 8 декабря 1853 года, потребовав перед смертью простреленное знамя своего полка, чтобы поцеловать его. По отзывам современников, это был человек «блистательной храбрости».

## Семья

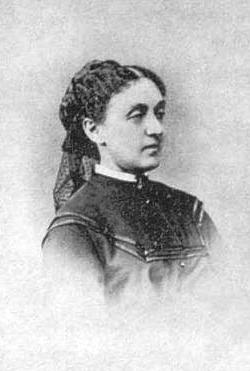
Варвара Орбелиани

В 1852 году женился на дочери грузинского царевича Ильи Георгиевича по имени Варвара (24.09.1829—12.03.1884). По отзывам современника, «princesse Barbe», как обыкновенно её называли, была необыкновенно симпатична, умна, образована и потому в высшей степени привлекательна. Поэт Я.П. Полонский, служивший в Тифлисе, написал в 1851 году в её честь стихи. В 1854 году княгиня Орбелиани имела несчастье попасть в плен к Шамилю. Умерла от острого плеврита в Ницце. В браке имела двух сыновей, Георгия и Дмитрия.

## Воинские чины
- В службу вступил (18.07.1832)[5]
- Подпрапорщик (05.02.1834)
- Прапорщик (15.01.1836)
- Подпоручик (16.05.1842)
- Поручик за отличие по службе (15.07.1843)
- Штабс-капитан (26.02.1845)
- Капитан за отличие по службе (1845)
- Майор за отличие по службе (12.06.1846)
- Подполковник за отличие по службе (12.10.1847)
- Полковник (1849)
- Генерал-майор за отличие по службе (01.10.1852)

## Награды
Российские:
- Орден Святого Станислава 3-й степени (12.06.1842)
- Орден Святого Георгия 4-й степени за отличие при взятии аула Анди в Дагестане (07.07.1845)
- Орден Святого Станислава 1-й степени с мечами (29.11.1853)[5]

Иностранные:
- Персидский орден Льва и Солнца 2-й степени (1852)